# Заманський Володимир Якович
Заманський Володимир Якович (нар. 9 листопада 1935, Київ) — український києвознавець, літератор, журналіст.

## Життєпис
9 листопада 1935 року у Києві народився Володимир Якович ЗАМАНСЬКИЙ — український журналіст, редактор, педагог. Заслужений журналіст України (2005). Помер 18 листопада 2010 р.
Навчався у 26-й та 6-й школах м. Києва.
Закінчив Горлівський педінститут іноземних мов (1954-1959).
З 1960 р. працював у журналістиці, почав публікуватися у 1960 р. у газеті «Юний ленінець». У 1960-1970 pp. - Завідувач відділу газети «Юний ленінець».
У 1965-1992 рр. — Працював на українському телебаченні.  Заступник головного редактора дитячих програм, потім - відповідальний секретар головного управління місцевого мовлення в Держтелерадіо УРСР; Заступник редактора відділу судової та кримінальної хроніки), «Сьогодні», «Столичні новини», «Хрещатик», вів авторські програми на радіо. Автор передач "На добраніч, діти", «Олiвець-малювець», «Катрусин кинозал»; редагував видання «Телерадіовiсник Украини»; та "П'ять хвилин з Володимиром Заманським",  написав кілька книг найрізноманітніших жанрів: від публіцистики до дитячих казок.
У 1990 р. був редактором газети, заст. гол. редактора видавництва ТРК "Київ". З 2000 р. – програми "СТН. Тижневик" і "5 хвилин із Володимиром Заманським" на телеканалах "Київ" та "Терра-ТВ".
У 1996-1999 р.р. - Заступник головного редактора, газета «Україна. Європа. Мир», журналіст газети «Известия в Украине», працював художнім керівником 5-го курсу дикторів та провідних телепрограм Інституту кіно та телебачення Київського національного університету культури та мистецтв. Спеціалізація - право, педагогіка. Вільно володів французькою.
Написав кілька книг різних жанрів: від публіцистики до дитячих казок. У співавторстві з І. Росоховатським опублікував розповідь-жарт «Найголовніший начальник» (1968).
Удостоєний звання «Журналіст року» (2002), «Знаком пошани», Почесної грамоти Кабінету Міністрів України, Почесними грамотами Верховної Ради України, Почесним знаком Київської спілки журналістів., «Знаком пошани» Київського міського голови та грамотами.
Помер 18 листопада 2010 р., похований на столичному цвинтарі «Берківці».

## Автор книг
- «Найголовніший начальник» (1968);
- «Записки старого киевлянина» (2010);
- «Дедушкины сказки» (???);
- «Мініатюри» (2019);